# Технопарк Пардис

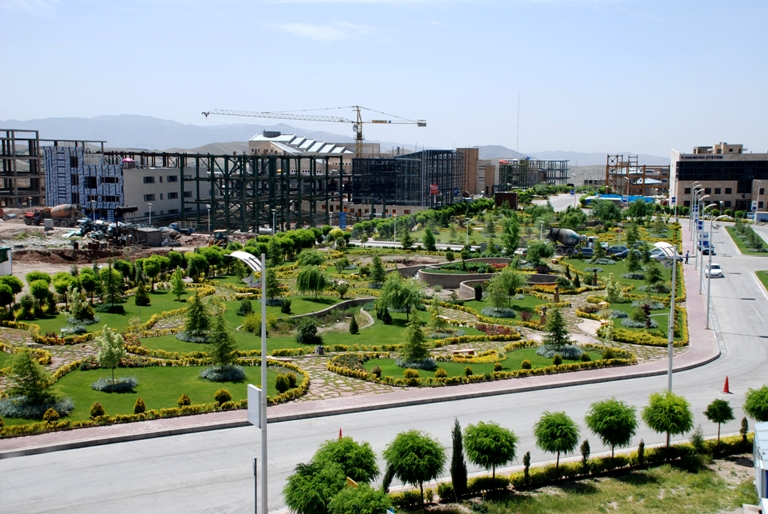
Технопарк Пардис

Технопарк Пардис —  (перс. پارک فناوری پردیس) — технологический парк, расположенный в городе-спутнике Тегерана Пардисе в 25 километрах к северо-востоку от столицы. Технопарк называют «кремниевой долиной Ирана», это самый большой технопарк Юго-Западной Азии . Пардис был создан как подведомственная заместителю президента ИРИ по науке и технике организация, в которую входят 14 представителей от различных министерств и научных учреждений. Строительство технопарка было начато в 2001 году.

## Выбор места
Технопарк было решено расположить в городе-спутнике Тегерана Пардисе по следующим причинам:
- Наличие научно-технической инфраструктуры (Телекомунникационная компания спутниковой земной станции Ирана);
- Наличие экономической и промышленной инфраструктуры;
- Наличие типичной для города инфраструктуры — транспортных сетей, электричества, водоснабжения и т.д. Кроме того, до строительства технопарка была создана магистраль Тегеран-Пардис, облегчающая доступ к Тегерану;
- Наличие ресурсов для нормальной жизни работников технопарка;
- Подходящие климатические условия (в горах прохладно по сравнению с очень жарким в летний период Тегераном, дожди идут редко);
- Подходящая стоимость аренды земли.

## Описание
Парк расположен недалеко от главного здания Телекомунникационной компании спутниковой земной станции Ирана у подножия горной цепи Альборз. С территории технопарка открывается панорамный вид на самую высокую точку Ирана — гору Демаванд.
Площадь технопарка составляет 38 гектаров (с возможностью расширения до 1000 гектаров). Пардис был назван настоящим чудом в области промышленности. Более сотни компаний всего мира подписали контракты на размещение в зданиях технопарка, в том числе компания «Парс Рус». Около 40 компаний уже завершили строительство научно-исследовательских центров. Более 80% инвестиций в Пардис поступает из частного сектора.

## Основной комплекс Пардиса
Постройка центрального корпуса технопарка была завершена в 2004 году. Основной комплекс предназначен для размещения административного персонала и компаний-арендаторов на общей площади около 30 тыс. квадратных метров. Основной комплекс состоит из следующих секций:
1. Комплекс Серадж (перс. مجتمع سراج) расположен на территории более 6,5 тыс. квадратных метров. В нём находятся административные и управленческие офисы, помещения под аренду, центры обслуживания, конференц-залы и центр связи. На данный момент комплекс полностью готов и находится в эксплуатации[2];

1. Коммерческий технологический инкубаторный комплекс расположен на территории около 8 тыс. квадратных метров, он предназначен для стартапов (инкубаторов), агентств профессиональных услуг и агентств-консультантов. В данном комплексе располагаются конференц-зал на 300 мест, библиотека и лаборатории.

1. Общий комплекс (находится на стадии строительства) расположен на территории 7,5 тыс. квадратных метров. Этот комплекс будет своеобразным городком для жизни работников компаний технологического парка. В нём будут расположены жилые дома, детский сад, рестораны, продуктовые магазины, спортивно-оздоровительные центры, поликлиники, мечети и т.д.[3];

1. Постоянная выставка продукции Пардиса находится на территории 3 тыс. квадратных метров. Кроме того, этот комплекс располагает парковкой для персонала всего основного комплекса и компаний-членов.

## Цели создания
Цели создании технопарка Пардис описываются следующим образом:
- Адаптация достижений мировой науки в области техники для создания новых технологий;
- Монетизация инноваций, создаваемых научно-исследовательскими центрами;
- Поддержка малых и средних предприятий, занимающихся развитием технологий;
- Помощь развитию высокотехнологичных отраслей промышленности;
- Развитие технологий в сфере предпринимательства;
- Содействие взаимодействию частного и государственного секторов промышленности;
- Содействие научно-исследовательской деятельности в частном секторе;
- Содействие сотрудничеству между отраслевыми академическими институтами и исследовательскими центрами;
- Создание среды, пригодной для введения в эксплуатацию новых технологий;
- Увеличение присутствия технологических компаний Пардиса на международном уровне [4].